# Program „Klub”
Program „Klub” (zapis stylizowany „KLUB”) – polski rządowy program opracowany i wdrożony w Ministerstwie Sportu w 2016 roku, wpisany do Strategii na rzecz Odpowiedzialnego Rozwoju do roku 2020.
Celem programu jest bezpośrednie wsparcie finansowe małych i średnich klubów sportowych, które działają jako stowarzyszenia co najmniej 3 lata i prowadzą zajęcia sportowe z dziećmi i młodzieżą do 18 roku życia, a przedmiotem finansowania są elementy wpływające na efektywne funkcjonowanie klubu sportowego:
- wynagrodzenie szkoleniowców prowadzących zajęcia sportowe,
- Rządowy Program "KLUB"organizacja obozów sportowych,
- zakup sprzętu sportowego.

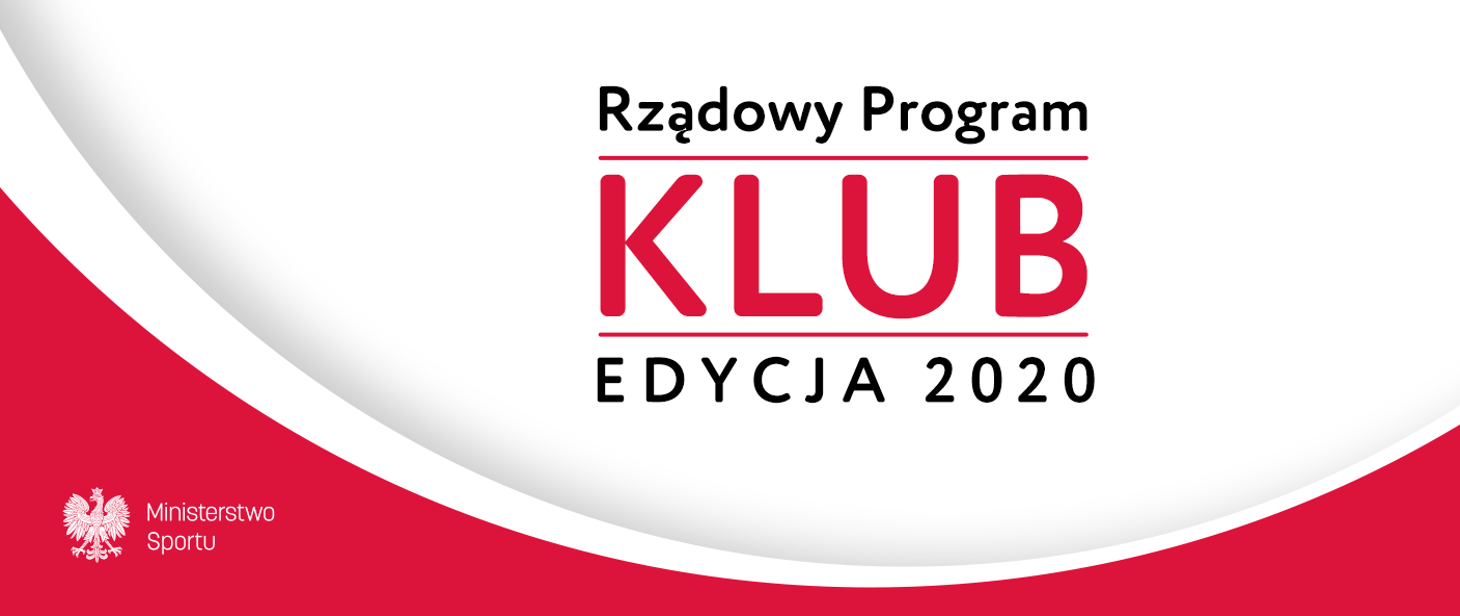
Rządowy Program "KLUB"

Wysokość dofinansowania w ramach programu dla poszczególnych klubów wynosi rocznie:
- 10 tysięcy złotych dla klubów jednosekcyjnych,
- 15 tysięcy złotych dla klubów wielosekcyjnych.

## Historia
Na pierwszą edycję programu przeznaczono kwotę 24 milionów złotych. Dzięki tej kwocie wsparto 2151 małych i średnich klubów sportowych. Dofinansowano pracę szkoleniowców, którzy prowadzili zajęcia sportowe dla 130 000 dzieci i młodzieży.
W 2017 roku dzięki kwocie 37 milionów złotych, zostały wsparte 3352 kluby sportowe. Dofinansowano pracę 8000 szkoleniowców, którzy prowadzili zajęcia sportowe dla blisko 170 000 dzieci i młodzieży. W 2018 roku na realizację programu przeznaczono kwotę 40 milionów złotych, a wsparcie trafiło do ponad 3600 małych i średnich klubów sportowych. W kolejnym roku na realizację programu przeznaczono kwotę 43 milionów złotych, wspierając ponad 3800 małych i średnich klubów. 
Łącznie w latach 2016–2019 na ten cel przeznaczono 144 miliony złotych. Pozwoliło to na podpisanie ponad 13 000 umów dotacyjnych.

## Program "KLUB" w 2020 roku
W 2020 roku do małych i średnich klubów sportowych trafiła rekordowa kwota - ponad 54 miliony złotych, dzięki temu wsparcie z Ministerstwa Sportu otrzymało blisko 4900 lokalnych środowisk sportowych w całej Polsce. Po raz pierwszy w historii Programu wszystkie wnioski, które zostały poprawnie wypełnione i nie zawierały błędów formalnych zostały ocenione pozytywnie. Dodatkowo, w związku z pandemią koronawirusa Ministerstwo Sportu wprowadziło możliwość wyboru nowego modelu finansowania, jakim jest przeznaczenie 100% dofinansowania na wsparcie pracy trenerów.

W 2020 roku powstała także interaktywna mapa, na której zostały umieszczone wszystkie kluby sportowe, które w tym roku otrzymały wsparcie w ramach Rządowego Programu „KLUB”.